# Малинники (зупинний пункт)
Малинники (біл. Маліннікі) — зупинний пункт Могильовського відділення Білоруської залізниці в Бобруйському районі Могильовської області. Розташований за 1,2 км на північний захід від села Малинники; на лінії Жлобин — Осиповичі I, поміж станцією Телуша і зупинним пунктом 331 км.